# Toribio Montes
Toribio Montes-Caloca y Pérez, né le 17 mai 1749 dans la localité de San Mamés de Polaciones et décédé le 13 décembre 1830 à Madrid, fut un militaire et gouverneur colonial espagnol, président de la Real audiencia de Quito de 1811 a 1817.